# Édouard Pontallié
Édouard Pontallié est un homme politique français né le 14 octobre 1855 à Nantes (Loire-Atlantique) et décédé le 7 juillet 1928 à Rennes (Ille-et-Vilaine).

## Biographie
Propriétaire terrien, il est maire de Saint-Aubin-du-Cormier et député d'Ille-et-Vilaine de 1893 à 1898, siégeant chez les républicains.

## Sources
- « Édouard Pontallié », dans le Dictionnaire des parlementaires français (1889-1940), sous la direction de Jean Jolly, PUF, 1960 [détail de l’édition]